# 戎婕妤
戎婕妤（?—?），中國西漢時期皇族女性，為漢宣帝婕妤，中山哀王劉竟之母。

## 生平
戎婕妤的事蹟不詳，在《漢書 宣元六王傳》中記載，戎婕妤是漢宣帝婕妤，有一子劉竟。在漢元帝初元二年（前47年），劉竟封為清河王，母戎婕妤稱清河太后。次年改封劉竟為中山王，母亦改稱中山太后。劉竟以年幼之故而未前往封國。建昭四年（前35年），中山王劉竟逝世，葬於漢宣帝的杜陵，諡號中山哀王。劉竟無子而亡，中山國除國，其母中山太后戎氏無所依靠，返回娘家居住。